# San Pedro Chichicasco
San Pedro Chichicasco, eller bara San Pedro, är en ort i kommunen Malinalco i delstaten Mexiko i Mexiko. Samhället hade 342 invånare vid folkräkningen år 2020.